# Denaces (irmã de Artaxes I)
Denaces (em persa médio: dynky; romaniz.: Dēnag; em parta: dynkyE; romaniz.: Dēnag; em grego clássico: Δηνάκης; romaniz.: Dekánes) foi uma nobre persa do século II, ativa durante o reinado do xá Artaxes I (r. 224–242).

## Vida
Denaces era filha do nobre Pabeco e teria nascido cerca de 140. Era irmã e esposa do futuro Artaxes I, em conformidade com a lei zoroastrista de casamento consanguíneo. Ela recebeu o título de "rainha de rainhas" (bānbišnān bānbišn) e se crê que está registrada no relevo de investidura de Artaxes em Naqš-e Rajab. Pensa-se que talvez fosse a mãe de Sapor I (r. 240–270) (outros acreditam ser Murrode) e com a morte de seu marido teria perdido seu título. Denaces é possivelmente referida num selo de ametista preservado no Hermitage de São Petersburgo. Nele há a inscrição dynky ZY MLKTʾn MLKTʾ mḥysty PWN tny šʾpstn ("Denaces rainha de rainhas, a principal (ou mais velha) no harém").